# Olimpíada de xadrez de 2004
A Olimpíada de xadrez de 2004 foi a 36.ª edição da Olimpíada de Xadrez organizada pela FIDE, realizada em Calvià entre os dias 14 e 31 de outubro. A Ucrânia (Vassily Ivanchuk, Ruslan Ponomariov, Andriy Volokytin, Olexandr Moiseenko, Pavel Eljanov e Sergey Karjakin) conquistou a medalha de ouro, seguidos da Rússia (Alexander Morozevich, Peter Svidler, Alexander Grischuk, Alexei Dreev, Alexander Khalifman e Vadim Zviagintsev) e Armênia (Vladimir Akopian, Levon Aronian, Rafael Vaganian, Smbat Lputian, Gabriel Sargissian e Artashes Minasian). No feminino, as vencedoras foi a China (Xie Jun, Xu Yuhua, Zhao Xue e Huang Qian), seguidas dos Estados Unidos (Susan Polgar, Irina Krush, Anna Zatonskih e Jennifer Shahade) e Rússia (Alexandra Kosteniuk, Tatiana Kosintseva, Ekaterina Kovalevskaya e Nadejda Kosintseva).

## Quadro de medalhas

### Aberto
| Tabuleiro   | Ouro                   | Prata                     | Bronze                     |
| 1.º         | PLE Evgeny Ermenkov    | URU Andrés Rodríguez Vila | ENG Michael Adams          |
| 2.º         | MAR Mohamed Tissir     | VIE Nguyễn Anh Dũng       | MGL Bazar Hatanbaatar      |
| 3.º         | ARM Rafael Vaganian    | MKD Vladimir Georgiev     | MEX José González García   |
| 4.º         | GEO Baadur Jobava      | USA Gregory Kaidanov      | AZE Gadir Guseinov         |
| 1.º res     | LTU Vaidas Sakalauskas | KAZ Serik Temirbaev       | FRA Jean-Marc Degraeve     |
| 2.º res     | UKR Serhyi Karjakin    | LBA Ibrahim Chahrani      | PUR William Bermúdez Adams |
| Performance | GEO Baadur Jobava      | IND Viswanathan Anand     | UKR Vassily Ivanchuk       |

### Feminino
| Tabuleiro   | Ouro                    | Prata                       | Bronze                   |
| 1.º         | LTU Viktorija Čmilytė   | USA Susan Polgar            | LUX Elvira Berend        |
| 2.º         | HUN Szidónia Vajda      | ROM Corina-Isabela Peptan   | SUI Barbara Hund         |
| 3.º         | CHN Zhao Xue            | INA Irine Kharisma Sukandar | MGL Tuvshintogs Batceceg |
| res         | RUS Nadezhda Kosintseva | BUL Maria Velcheva          | POL Marta Zielińska      |
| Performance | USA Susan Polgar        | CHN Xie Jun                 | CHN Zhao Xue             |